# Ignacio Cirac
Juan Ignacio Cicar Sasturain (* 11. října 1965 Manresa, Katalánsko) je španělský fyzik. Je jedním z průkopníků v oblasti kvantového počítání a kvantové informační teorie.

## Život
Ignacio Cirac patří k nejznámějším španělským fyzikům. Vystudoval Complutense University of Madrid v roce 1988 a přestěhoval se do Spojených států amerických, kde pracoval jako postgraduální vědec na University of Colorado Boulder pod vedením Petera Zollera. V letech 1991 až 1996 vyučoval chemii na University of Castilla-La Mancha.
V roce 1996 byl jmenován profesorem v Innsbrucku v Rakousku. V roce 2001 byl jmenován ředitelem teoretické divize kvantové optiky na institutu Maxe Plancka, v tomto roce byl jmenován i čestným profesorem na Technické univerzita Mnichov. Byl členem vědeckých týmů na Harvardově univerzitě, Massachusettském technologickém institutu nebo na École Normale Supérieure.

## Výzkum
Jeho výzkum je zaměřen na kvantovou optiku, kvantovou teorii informace a kvantovou fyziku mnoha částic. Podle jeho názorů bude kvantové počítání vést k revoluci informační společnosti a k mnohem účinnějšímu a bezpečnějšímu sdělování informací. Společně s Peterem Zollerem studovali využití iontových pastí v kvantovém počítání, což otevřelo možnost experimentálního kvantového počítání. Má také významné příspěvky v oblasti degenerovaných kvantových plynů nebo metodách renormalizace grup. Cirac publikoval v prestižních časopisech více než 300 článků.

## Ocenění
V roce 2006 získal Cenu knížete asturského, roku 2013 Wolfovu cenu za fyziku.